# Universidad Francisco de Vitoria
Die Universidad Francisco de Vitoria (UFV) ist eine private, staatlich anerkannte Universität mit Sitz in Madrid.

## Geschichte
Der Vorläufer der Universidad Francisco de Vitoria wurde 1992 als universitäres Zentrum der größten und ältesten Universität Madrids, der Universität Complutense Madrid, gegründet. 1993 wurde der Studienbetrieb aufgenommen. 2001 erhielt sie die staatliche Anerkennung als private Universität. Sie wird als katholische Universität durch die Ordensgemeinschaft der Legionäre Christi getragen und gehört zum Verbund der Red de Universidades Anáhuac.

## Hochschule
Es gibt ca. 3700 Studierende (2700 Bachelor/ 1000 Master), davon sind 600 in internationalen Programmen eingeschrieben. Der Campus befindet sich in Pozuelo de Alarcón bei Madrid.
Das Motto Vince in bono malum. ist abgeleitet aus Noli vinci a malo, sed vince in bono malum. (Römer 12,21), in Deutsch: Laß dich nicht vom Bösen überwinden (besiegen), sondern überwinde das Böse durch das Gute!.

## Fakultäten
- Wirtschaftswissenschaften: Betriebs- und Volkswirtschaft
- Kommunikation. Journalismus, audiovisuelle Kommunikation, Werbung und PR, Bildende Kunst, Design
- Gesundheit: Biotechnologie, Krankenpflege, Physiotherapie
- Technik: Engineering, Informatik, Management
- Bildung und Erziehung: Frühkindliche Bildung, Grundschulpädagogik, Sport
- Architektur: Architektur, Städtebau